# Березянська сільська рада
Березянська сільська рада — колишня адміністративно-територіальна одиниця та орган місцевого самоврядування у Погребищенському, Попільнянському, Ружинському районах Бердичівської округи, Київської та Житомирської областей УРСР та України з адміністративним центром у с. Березянка.

## Населені пункти
Сільській раді були підпорядковані населені пункти:
- с. Березянка
- с. Причепівка
- с. Чехова

## Населення
Відповідно до перепису населення СРСР, на 17 грудня 1926 року чисельність населення ради становила 2 122 особи, з них за статтю: чоловіків — 1 037, жінок — 1 085; етнічний склад: українців — 2108, євреїв — 14. Кількість домогосподарств — 482, з них, несільського типу — 7.
Відповідно до результатів перепису населення 1989 року, кількість населення ради, станом на 12 січня 1989 року, становила 1 017 осіб.
Станом на 5 грудня 2001 року, відповідно до перепису населення України, кількість мешканців сільської ради становила 825 осіб.

## Склад ради
Рада складалась з 12 депутатів та голови.

### Керівний склад сільської ради
| ПІБ                     | Основні відомості                                                                      | Дата обрання | Дата звільнення |
| ----------------------- | -------------------------------------------------------------------------------------- | ------------ | --------------- |
| Чумак Людмила Сергіївна | Сільський голова, 1964 року народження, освіта, Всеукраїнське об'єднання «Батьківщина» | 26.03.2006   | 31.10.2010      |
| Чумак Людмила Сергіївна | Сільський голова, 1964 року народження, освіта середня спеціальна, позапартійна        | 31.10.2010   |                 |

Примітка: таблиця складена за даними джерела

## Історія
Утворена 1923 року в с. Березянка Топорівської волості Сквирського повіту Київської губернії. Станом на 17 лютого 1926 року в підпорядкуванні ради перебував хутір Жураківського, котрий, станом на 1 жовтня 1941 року, знятий з обліку населених пунктів.
Станом на 1 вересня 1946 року, відповідно до інформації довідника «Українська РСР. Адміністративно-територіальний поділ», сільська рада входила до складу Ружинського району Житомирської області, на обліку в раді перебувало с. Березянка.
11 серпня 1954 року, відповідно до указу Президії Верховної ради УРСР «Про укрупнення сільських рад по Житомирській області», до складу ради було включене с. Чехова ліквідованої Чехівської сільської ради Ружинського району Житомирської області. 11 серпня 1961 року, указом Президії Верховної ради УРСР «Про передачу села Причепівка Сквирського району Київської області до складу Ружинського району Житомирської області», до складу ради увійшло с. Причепівка Самгородоцької сільської ради. 27 червня 1969 року взято на облік селище Самгородоцьке, котре було зняте з обліку населених пунктів 9 грудня 1985 року.
Станом на 1 січня 1972 року сільська рада входила до складу Ружинського району Житомирської області, на обліку в раді перебували села Березянка, Причепівка, Чехова та сел. Самгородоцьке.
У 2020 році, відповідно до розпорядження Кабінету Міністрів України № 711-р від 12 червня 2020 року «Про визначення адміністративних центрів та затвердження територій територіальних громад Житомирської області», територію та населені пункти ради було включено до складу новоствореної Ружинської селищної територіальної громади Бердичівського району Житомирської області.
Перебувала в складі Погребищенського (7.03.1923 р.), Ружинського (17.06.1925 р.; 4.01.1965 р.) та Попільнянського (30.12.1962 р.) районів.